# Disphragis captiosa
Disphragis captiosa är en fjärilsart som beskrevs av Max Wilhelm Karl Draudt 1932. Disphragis captiosa ingår i släktet Disphragis och familjen tandspinnare. Inga underarter finns listade i Catalogue of Life.